# Pla de recuperació de desastres
Un pla de recuperació davant desastres (en anglès Disaster Recovery Plan) és un procés de recuperació que cobreix les dades, el maquinari i el programari crític, perquè un negoci pugui començar de nou les seves operacions en cas d'un desastre natural o antropogènic. Això també hauria d'incloure projectes per enfrontar-se a la pèrdua inesperada o sobtada de personal clau.

## Negocis
Amb el creixement de la TIC i la confiança sobre dades crucials, el panorama ha canviat en anys recents a favor de la protecció de dades irreemplaçables. Això és evident sobretot a les tecnologies de la informació.
Es creu que algunes empreses gasten fins al 25% del seu pressupost en projectes de recuperació de desastre, no obstant això, ho fan per evitar pèrdues més grans. El mercat de protecció de dades existent és caracteritzat per diversos factors:
- El permanent canvi de les necessitats dels clients determinat pel creixement de dades, assumptes regulatoris i la creixent importància de tenir ràpid accés a les dades conservant-los en línia.
- Recolzar les dades de tant en tant tenint tecnologies de cintes convencionals de reserves.

Com que el mercat de recuperació de desastre segueix sofrint canvis estructurals significatius, aquest canvi presenta oportunitats per a les empreses de la nova generació al fet que s'especialitzin a la planificació de continuïtat de negoci i la protecció de dades fora de lloc.

## Raons per recórrer a un DRP
Existeixen diferents riscos que poden impactar negativament les operacions normals d'una organització. Una avaluació de risc hauria de ser realitzada per a veure en què consisteix el desastre i a quins riscos és susceptible una empresa específica, incloent catàstrofes, foc, fallades en el subministrament elèctric, vandalisme, interrupcions organitzades o deliberades, sistema o fallades de l'equip, error humà, virus, amenaces i atacs informàtics, qüestions legals, vagues, commoció social o disturbis.

## Prevenció davant els desastres
Enviar respatllers fora de lloc setmanalment perquè en el pitjor dels casos no es perdi més que les dades d'una setmana. Incloure el programari així com tota la informació de dades, per facilitar la recuperació. Si és possible, usar una instal·lació remota de reserva per reduir al mínim la pèrdua de dades. Xarxes d'àrea d'emmagatzematge en múltiples llocs són un recent desenvolupament (des de 2003) que fa que les dades estiguin disponibles immediatament sense la necessitat de recuperar-los o sincronitzar-los. Protectors de línia per reduir al mínim l'efecte d'onades sobre un delicat equip electrònic. El subministrament d'energia ininterromput. La prevenció d'incendis, més alarmes, extintors accessibles. El programari de l'antivirus. El segur en el maquinari.

## El pla
Per assegurar la continuïtat del negoci, és recomanable partir de la següent premissa: "Sempre desitjar el millor i planejar pel pitjor". En un bon pla existeixen diferents factors que cal tenir en compte. Els més importants són: L'arbre telefònic: per notificar tot el personal clau del problema i assignar-los tasques enfocades cap al pla de recuperació. Reserves de memòria: Si les cintes de reserva són preses fora de lloc és necessari gravar-les. Si s'usen serveis remots de reserva es requerirà una connexió de xarxa a la posició remota de reserva (o Internet). Clients: la notificació de clients sobre el problema redueix al mínim el pànic. Instal·lacions: tenint llocs calents o freds per a empreses més grans. Instal·lacions de recuperació mòbils estan també disponibles en molts proveïdors. Treballadors amb coneixement. Durant el desastre als empleats se'ls requereix treballar hores més llargues i més esgotadores. Ha d'haver-hi un sistema de suport per alleujar una mica de tensió. La informació de negoci. Les reserves han d'estar emmagatzemades completament separades de l'empresa. La seguretat i la fiabilitat de les dades és clau en ocasions com aquestes

## Terminologia
El Punt Objectiu de Recuperació és el que l'organització està disposada a perdre en quantitat de dades. Per reduir-lo és necessari augmentar el sincronisme de rèplica de dades. Determina l'objectiu de possible pèrdua màxima de dades introduïdes, des de l'últim backup fins a la caiguda del sistema, i no depèn del temps de recuperació. La casuística és amplíssima. El Temps Objectiu de Recuperació és el temps que passarà una infraestructura abans d'estar disponible. Per reduir-lo, cal que la Infraestructura (Tecnològica, Logística, Física) estigui disponible en el menor temps possible passat l'esdeveniment d'interrupció.
Quan ocorre una pèrdua de dades crítica, sense un pla de recuperació de desastre preventiu, l'única opció és salvar les dades.